# Sal of Singapore
Sal of Singapore è un film del 1928 diretto da Howard Higgin.